# Jesper Gustavsson
Per Jesper Gustavsson, född 29 oktober 1994, är en svensk fotbollsspelare som spelar för Mjällby AIF.

## Karriär
Gustavssons moderklubb är Björkenäs-Pukaviks IF där han debuterade i seniorlaget när han var 13 år och 8 månader. Han gick som junior till Mjällby AIF och flyttades sommaren 2013 upp i A-laget. Gustavsson gjorde sin allsvenska debut den 19 augusti 2013 i en 4–3-hemmaseger över Helsingborgs IF, där han i den 87:e minuten byttes in mot Andreas Blomqvist. Totalt spelade han fyra matcher, samtliga som inhoppare, under sin debutsäsong som seniorspelare. 
I augusti 2015 lånades Gustavsson ut till norska FK Mjølner. Han spelade 10 matcher för klubben. I januari 2016 förlängdes Gustavssons kontrakt med Mjällby över säsongen 2016. Kontraktet har sedan förlängts ett år i taget fram till och med 2020.
Den 30 december 2020 förlängde Gustavsson sitt kontrakt i Mjällby med tre år.
I oktober 2023 förlängde Gustavsson sitt kontrakt fram till och med 2028.